# الاگیامانوالام
الاگیامانوالام (به انگلیسی: Alagiyamanavalam) یک منطقهٔ مسکونی در هند است که در تامیل نادو واقع شده‌است.

## خصوصیات
الاگیامانوالام ۳٬۷۵۰ نفر جمعیت دارد.